# Emmanuel de Rohan-Polduc
Emmanuel Marie-des-Neiges de Rohan-Polduc (ou Pouldu), né le 18 avril 1725 dans La Manche espagnole et mort le 14 juillet 1797 à La Valette (Malte), est le 70e grand maître des Hospitaliers de l'ordre de Saint-Jean de Jérusalem.

## Biographie

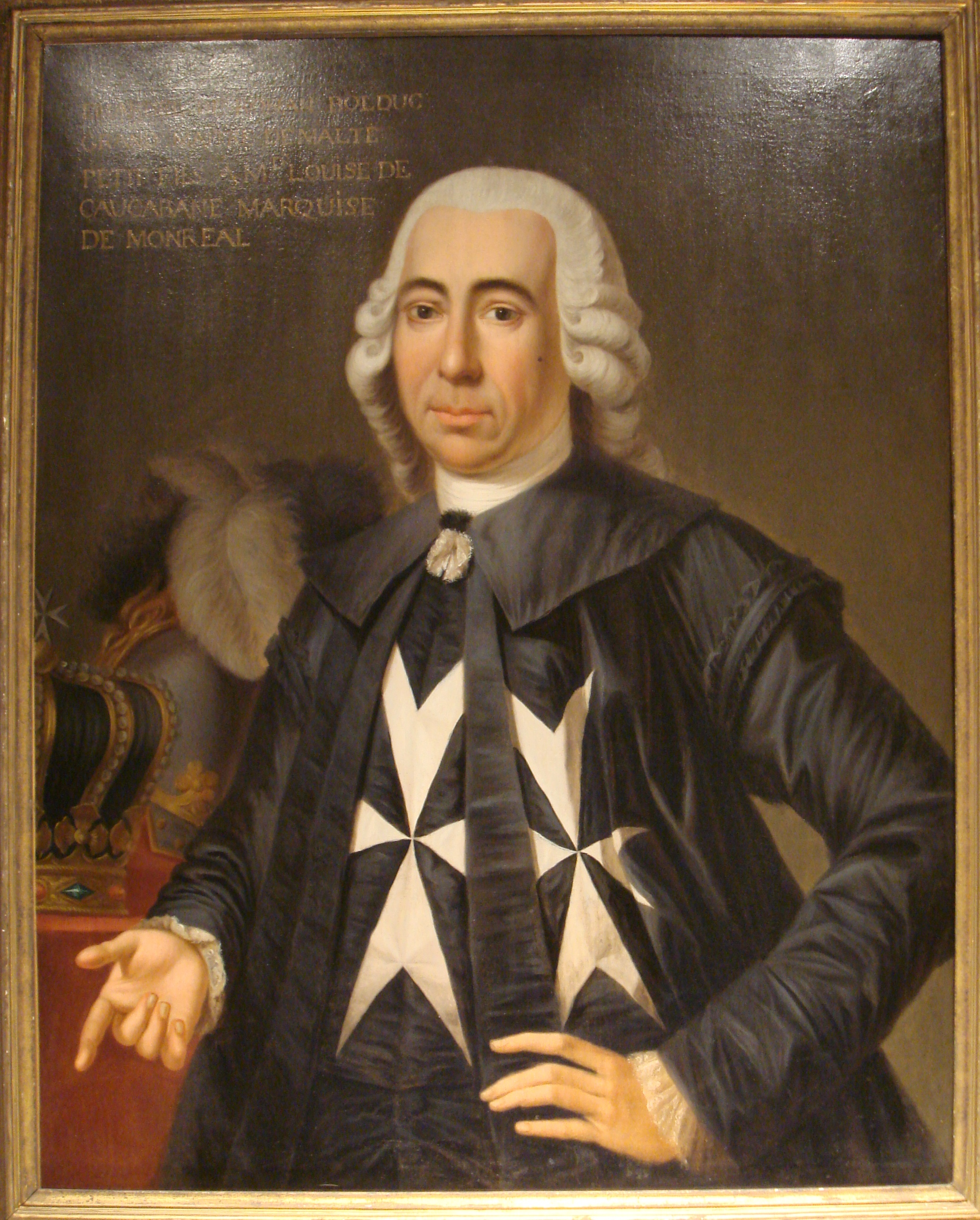
Emmanuel de Rohan-Polduc

Il est né en Espagne dans La Mancha (son père s'étant exilé à cause de la conspiration de Pontcallec en Bretagne) le 18 avril 1725. Étant jeune, il sert à la Cour d'Espagne puis de Parme. Il fut également ambassadeur extraordinaire auprès de l'empereur François II du Saint-Empire.
Chevalier de Malte, il servit comme général des galères, bailli de Justice et général des forces terrestres et navales. Il réorganise la flotte et crée une chaire de navigation et de mathématique à l'Université. Brillant législateur, il rédigea le Code qui porte toujours son nom.
Il est mort à La Valette le 14 juillet 1797. Les derniers sacrements lui sont donnés par son aumônier, Benoît-Marie Boyer.

## Armes
| Blason | Blasonnement : Écartelé : aux 1 et 4 : de la Religion ; aux 2 et 3 : de gueules à neuf macles d'or, posées 3, 3, 3 |

## Sources bibliographiques
- Bertrand Galimard Flavigny, Histoire de l'ordre de Malte, Paris, Perrin, 2005  (ISBN 2-262-02115-5)
- Eugène Harot, Essai d’armorial des Grands-Maîtres de l’Ordre de Saint Jean de Jérusalem, Collegio Araldico, Rome 1911